# Eubordeta albifascia
Eubordeta albifascia är en fjärilsart som beskrevs av James John Joicey och Talbot 1915. Eubordeta albifascia ingår i släktet Eubordeta och familjen mätare. Inga underarter finns listade i Catalogue of Life.